# Ultime Violence
Pour plus de détails, voir Fiche technique et Distribution.
Ultime Violence ou Le Fauve à la mitraillette (La belva col mitra) est un film italien réalisé par Sergio Grieco, sorti en 1977.

## Sypnosis
Nanni Vitali (Helmut Berger), un dangereux criminel récemment emprisonné, s’évade et se venge de ses anciens complices. Le Commissaire Santini (Richard Harrison) se lance à sa poursuite. Le dangereux criminel fait du chantage à une jeune femme, Giuliana (Marisa Mell). Après avoir séquestré la sœur et le père du commissaire, Vitali est capturé et arrêté.

## Fiche technique
- Titre français : Ultime Violence
- Titre original : La belva col mitra
- Réalisateur : Sergio Grieco
- Année : 1977
- Durée : 142 minutes
- Genre : Film policier, Néo-polar italien
- Pays d'origine :  Italie
- Date de sortie : 29 octobre 1977 ( Italie)

## Distribution
- Helmut Berger : Nanni Vitali
- Richard Harrison (V.F : Vincent Violette) : Comm. Giulio Santini
- Marisa Mell : Giuliana Caroli
- Marina Giordana (V.F : Virginie Ledieu) : Carla Santini
- Luigi Bonos : Pappalardo
- Alberto Squillante : Bimbo Pacesi
- Nello Pazzafini : Pietro Caporali

## À noter
- Dans Jackie Brown, Mélanie (Bridget Fonda) est en train de regarder Ultime violence à la télévision.